# Hof (Tettsted)
Hof ist eine Ortschaft in der norwegischen Kommune Holmestrand in der Provinz (Fylke) Vestfold. Der Ort hat 1289 Einwohner (Stand: 1. Januar 2024).

## Geografie
Hof ist ein sogenannter Tettsted, also eine Ansiedlung, die für statistische Zwecke als eine Ortschaft gewertet wird. Der Ort liegt westlich der Seen Vikevannet und Haugestadvannet. Westlich von Hof befinden sich Erhebungen die Höhen von über 300 moh. erreichen.

## Geschichte
Hof lag bis Ende 2017 in der gleichnamigen Kommune Hof, deren Verwaltungssitz die Ortschaft war. Die Kommune Hof gehörte dem Fylke Vestfold an und ging im Rahmen der landesweiten Kommunalreform zum 1. Januar 2018 in Holmestrand auf. Zum 1. Januar 2020 ging das Fylke Vestfold im Rahmen der Regionalreform in Norwegen in das Fylke Vestfold og Telemark über, das zum 1. Januar 2024 wieder aufgeteilt wurde.
Im Ort befindet sich die Hof kirke. Es handelt sich dabei um eine Steinkirche aus der Zeit um 1150, die mehrfach erweitert wurde. Im Jahr 1940 wurde das Gebäude restauriert. Im Jahr 1814 wurde dort wie in rund 360 weiteren Kirchen Wahlen zur Reichsversammlung von Eidsvoll abgehalten.

## Verkehr
Durch Hof führt in Nord-Süd-Richtung der Fylkesvei 35. Aus dem Südwesten kommend mündet der Fylkesvei 3234 in den Fylkesvei 35. Von Hof zur im Osten der Kommune Holmestrand verlaufenden Europastraße 18 (E18) führt sowohl der nördlich von Hof vom Fylkesvei 35 abzweigende Fylkesvei 319 sowie im Süden der Fylkesvei 32.
Hof war früher Abzweigbahnhof der beiden Bahnstrecken Holmestrand–Vittingfoss und Tønsberg–Eidsfoss, die beide stillgelegt sind.